# 레이첼 풀러 브라운
레이첼 풀러 브라운(Rachel Fuller Brown, 1898년 11월 23일 – 1980년 1월 14일)은 미생물학자인 엘리자베스 리 헤이즌과의 장거리 협력으로 가장 잘 알려진 화학자로서 유용한 항진균 항생제로 최초인 니스타틴(nystatin)을 개발하는 한편 뉴욕주 보건부 실험실 및 연구 부서에서 연구를 수행했다. 브라운은 마운트 홀리오크 칼리지에서 학사 학위를, 시카고 대학교에서 박사 학위를 받았다. 그녀는 1994년 국립 발명가 명예의 전당에 헌액되었다.
오늘날에도 여전히 다양한 상품명으로 생산되고 있는 니스타틴은 악화 가능성이 있는 다양한 진균 감염을 치료할 뿐만 아니라 수목의 네덜란드 느릅나무병을 퇴치하고 물과 곰팡이로 손상된 예술 작품을 복원하는 데도 사용되었다.

## 생애
1898년 11월 23일, 레이첼 풀러 브라운은 매사추세츠 주 스프링필드에서 태어났다. 레이첼이 14살이었을 때 그녀의 아버지는 그녀의 가족을 떠났다. 레이첼은 상업 고등학교에 다녔지만 나중에 어머니가 더 전통적인 교육을 받기를 원했기 때문에 센트럴 고등학교로 전학했다. 레이첼 할머니의 친구인 헬리에트 F. 덱스터(Henriette F. Dexter)는 레이첼이 대학에 가기로 한 것을 보고 마운트 홀리오크 칼리지에 다니기 위한 학비를 지불했다. 그녀는 화학을 전공했고 1920년에 화학과 역사학 학사 학위를 받았고, 결국 시카고 대학교에서 유기화학 석사 학위를 받았다. 하버드 대학교에서 일부 과정을 수강한 후 브라운은 더 많은 대학원 작업을 위해 시카고 대학교로 돌아왔다. 그녀는 박사 학위 논문을 제출했지만 합병증이 있었고 박사 학위 없이 시카고를 떠나야 했다. 그녀는 뉴욕의 실험실 및 연구 부서에서 일자리를 찾았다. 실험실 및 연구 부서는 백신과 항혈청을 만드는 연구로 유명했다. 브라운은 그곳에서 7년 동안 일한 후 박사 학위를 받기 위해 시카고로 돌아왔다.
1948년에 브라운은 곰팡이와 박테리아를 연구하던 엘리자베스 리 헤이즌과 함께 연구과제를 시작했는데, 이 과제를 통해 이들은 진균 감염에 대항하는 항생제를 발견하게 되었다. 1930년대에는 박테리아와 싸우기 위해 항생제가 대중화되었지만 항생제가 곰팡이를 자라게 하는 부작용이 있었다. 이 항생제는 너무 강해서 건강한 박테리아를 포함한 모든 박테리아를 죽여서, 곰팡이를 통제할 박테리아를 남기지 않았다. 남겨진 곰팡이는 구강 통증이나 복통을 일으키고, 다른 곰팡이는 중추 신경계를 공격하여 백선과 무좀을 일으켰다. 그런데 곰팡이 질병을 퇴치하는 약물은 없었다. 엘리자베스는 토양에서 발견된 유기체를 배양하여 진균과 싸우도록 테스트했다. 좋은 활동이 보이면 그것을 유리병에 담아 레이첼에게 보내곤 했다. 브라운은 배양액에서 활성제를 분리하였는데, 이것은 곰팡이 질병을 치료하는 데 사용할 수 있었다. 동물에게 독성이 강하고 인간에게 안전하지 않은 수백 개의 토양 샘플을 테스트한 후 두 여성은 동물에게 효과가 있는 배양균을 발견했다. 브라운과 헤이즌은 이 미생물이 두 가지 항진균 물질을 생성한다는 것을 발견했다. 이 중 하나는 시험 동물에게 너무 독성이 강했지만 다른 하나는 유망했다. 이들은 결국 약을 만들고 니스타틴(Nystatin)으로 이름을 지었다. 니스타틴은 인간의 질병에 대하여 안전한 최초의 항진균 항생제였다. 이 약의 부작용은 다른 항균제와 함께 사용하여 완화시킬 수 있었다. 니스타틴은 또한 홍수로 피해를 입은 이탈리아의 예술 작품에서 곰팡이의 성장을 막는 데 효과적이었다. 1950년에 브라운과 헤이즌은 미국 국립 과학원(National Academy of Sciences)에서 연구 결과를 발표했고 1954년에는 인간이 사용할 수 있는 약물이 만들어졌다.

## 그 후
1951년 보건 및 연구소 부에서는 브라운을 어쏘시에이트 생화학자로 승진시켰다. 브라운과 헤이즌은 연구를 계속하면서 항생제인 팔마이신(phalmycin)과 카파시딘(capacidin)을 추가로 발견했다. 두 사람은 은퇴할 때까지 세균학 분야에 추가로 작은 기여를 하면서 긴밀하게 협력했다.
브라운은 1980년 1월 14일 뉴욕주 알바니에서 81세의 나이로 사망했다.

## 수상 및 표창
니스타틴에 대한 로열티는 총 1,340만 달러인데, 브라운과 헤이즌은 자신을 위한 자금을 원하지 않아서 자선적인 연구 회사(Research Corporation)에서는 추가적인 과학 연구 보조금으로 로열티의 절반을 사용했고 나머지 절반은 브라운-헤이즌 기금으로 알려지게 된 기금을 지원하는 데 사용했다.
브라운과 헤이즌은 공동 작업으로 많은 상을 받았으며 첫 번째 주요상은 1955년 화학 요법의 스퀴브 상(Squibb Award)이었다. 브라운은 또한 1957년 뉴욕 과학원의 펠로우로 선출되었다. 1968년 브라운이 은퇴하자 그녀는 뉴욕 보건부로부터 공로상(Distinguished Service Award)을 받았다. 1972년에는 미주 의료 균학회(Medical Mycological Society of the Americas)에서 수여하는 로다 벤햄 상(Rhoda Benham Award) 받았다. 브라운과 헤이즌은 1975년에 미국 화학자 협회(American Institute of Chemists')의 화학 개척자 상(Chemical Pioneer Award)를 수상한 최초의 여성이다.
브라운은 1994년 국립 발명가 명예의 전당에 헌액되었다.

## 박애
브라운은 앨버니에 처음 도착한 이후로 성 베드로 감독 교회(St. Peter's Episcopal Church)의 회원이었다. 그곳에서 그녀는 평생 친구이자 동반자가 된 여성 도로시 워컬리(Dorothy Wakerley)를 만났다. 그들은 집을 함께 썼고, 그 당시 다른 많은 미혼 여성들처럼 수년에 걸쳐 대가족을 돌보았다. 그들은 브라운의 할머니, 어머니, 여러 조카들과 같이 살았다. 브라운은 또한 중국에서 온 여성 과학자들을 계속 초청했다. 퇴직 후에도 활동적인 공동체 생활을 계속하여 그녀의 감독 교회에서 최초의 여성 제의원(vestry) 즉 행정 회원이 되었다. 그녀는 또한 수년 동안 주일 학교에서 가르쳤다.
1957년에서 1978년 사이에 브라운-헤이즌 기금에서는 생물 의학 분야의 교육 및 연구를 지원하고 여성이 과학 분야에서 경력을 쌓도록 장려했다. 몇 년 동안 이 기금은 미국에서 의료 균류학을 위한 비연방 기금의 가장 큰 단일 출처였다.
브라운은 50년 이상 동안 미국 대학여성 협회(American Association of University Women)의 활동적인 회원이었으며 여성의 과학 참여를 강력하게 지원했다.
브라운은 사망하기 전에 그녀가 대학에 다닐 수 있게 해준 부유한 여성인 헨리에트 덱스터에게 돈을 갚았는데, 아마도 이것보다 더 중요한 것은, 그녀가 로열티로 번 돈으로 과학 연구와 장학금을 위한 새로운 기금을 만들어서 다른 과학자들에게 그녀가 받은 것과 같은 기회를 제공할 수 있게 되었다는 사실일 것이다.
그녀가 사망한 달에 케미스트(Chemist)에서 공개된 성명에서 브라운은 "성별에 관계없이 모든 과학자에게 동등한 기회와 성취"의 미래를 희망한다고 말했다.